# Ungaran
Ungaran je dlouhodobě nečinná (možná vyhaslá) sopka v centrální části indonéského ostrova Jáva, asi 15 km jihozápadně od města Semarang. Svahy stratovulkánu jsou silně erodované. Kdy došlo k poslední erupci, není známo. Jediným projevem aktivity jsou dvě pole fumarol na svazích.

## Galerie

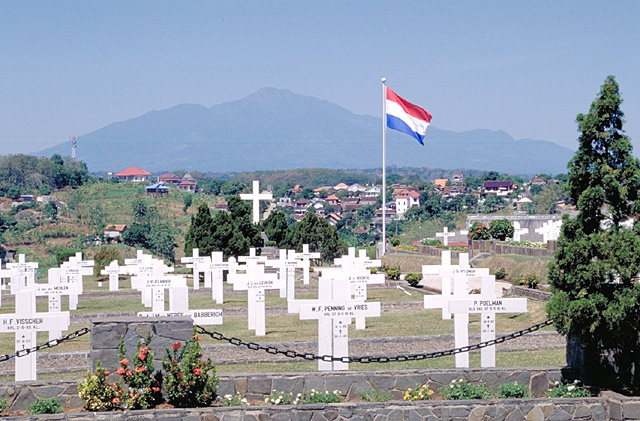
Pohled ze hřbitova města Semarang.